# District historique de Pickett State Rustic Park
Le district historique de Pickett State Rustic Park, en anglais Pickett State Rustic Park Historic District, est un district historique du comté de Pickett, dans le Tennessee, aux États-Unis. Protégé au sein du Pickett CCC Memorial State Park, il abrite plusieurs édifices dans le style rustique du National Park Service. Il est inscrit au Registre national des lieux historiques depuis le 8 juillet 1986.